# Aucula trita
Aucula trita là một loài bướm đêm trong họ Noctuidae.